# 레베카 롱베일리

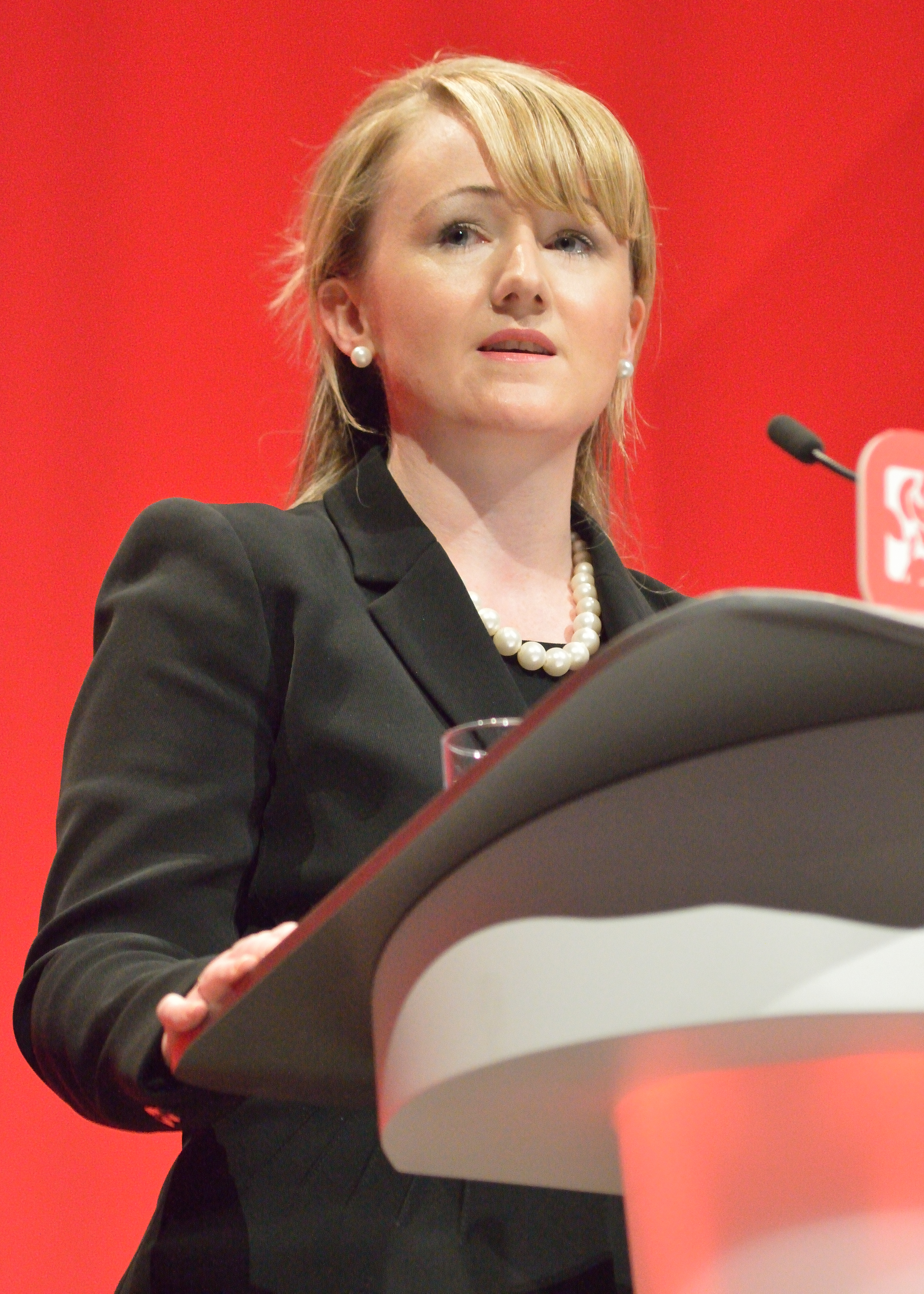
레베카 롱베일리

레베카 로잔느 롱-베일리(영어: Rebecca Roseanne Long-Bailey, 1979년 9월 22일 ~, 영국 맨체스터 출생), 줄여서 롱베일리는 영국의 국회의원이자, 영국 노동당의 정치인, 그리고 사회주의 운동가이다. 지역구는 잉글랜드 맨체스터에 위치한 설포드 앤 에셀스이다. 2016년부터 2017년까지는 영국의 그림자 내각에서 영국 재무부 장관을 맡았고, 이후에는 영국 비즈니스·에너지·산업전략부의 그림자 내각 장관을 맡고있다. 그녀는 2020년 영국 노동당 당대표 경선의 후보로 출마했으며, 현재 당대표로 유력한 인물중 하나이다. 그녀는 보통 당 내에서 좌파, 민주사회주의, 좌익대중주의, 유럽회의주의 등 제러미 코빈의 노동당을 대표하는 인물로 꼽힌다.

## 생애
노동당 지지세가 강한 도시인 맨체스터에서 나고 자랐다. 채스터 가톨릭 고등학교를 졸업했고, 맨체스터 광역 대학교에서 정치사회학을 전공하였다. 대학교 시절 때 전당포 가게에서 일해 노동자 생활을 시작했다.
영국 의료보험 개혁안 연설로 유명해진 그녀는 설포드 시의회의 의원으로 일하다가 2015년 총선때 설포드 앤 에셀스 선거구에 출마하여 당선되었다. 그녀는 2015년 노동당 당대표 경선에서 제러미 코빈을 지지한 36명의 인물중 한명이었다. 그녀는 제러미 코빈의 측근으로서 부상하였고, 2017년 총선때는 65%의 득표율로 재선에 성공하였다. 2019년 총선때는 득표율이 다소 낮아진 50%대의 득표율로 당선되었다. 2019년 제러미 코빈 대표가 총선 참패를 이유로 사퇴하자 제러미 코빈을 대신할 인물로 추천되었고, 당내 좌파들의 지지를 바탕으로 2020년 경선에 출마하였다.